# ЕГАИС (алкоголь)
Единая государственная автоматизированная информационная система учета объема производства и оборота этилового спирта, алкогольной и спиртосодержащей продукции — федеральная информационная система, созданная в целях учета объема производства, оборота и (или) использования этилового спирта, алкогольной и спиртосодержащей продукции, использования производственных мощностей, объёма собранного винограда, использованного для производства винодельческой продукции, а также осуществления анализа информации и контроля за производством, оборотом и (или) использованием этилового спирта, алкогольной и спиртосодержащей продукции, использованием производственных мощностей, объёмом собранного винограда, использованным для производства винодельческой продукции.
ЕГАИС, через которую должна была учитываться вся информация о продаваемом и производимом в России алкоголе, была создана в январе 2006 года. 

## Цель работы
Основное функциональное предназначение системы ЕГАИС заключается в обеспечении информационно-технологической поддержки задач, закреплённых в Федеральном законе № 171-ФЗ от 22 ноября 1995 года «О государственном регулировании производства и оборота этилового спирта, алкогольной и спиртосодержащей продукции»:

… Государственное регулирование в области производства и оборота этилового спирта, алкогольной и спиртосодержащей продукции направлено на защиту экономических интересов Российской Федерации, обеспечение нужд потребителей в указанной продукции, а также на повышение её качества и проведение контроля над соблюдением законодательства, норм и правил в регулируемой области.

## Функциональность системы
Согласно утверждениям производителя, ЕГАИС позволяет:
- обеспечивать полноту и достоверность учёта производства и оборота этилового спирта, алкогольной и спиртосодержащей продукции; с возможностью детализации до субъекта РФ, производителя, вида, наименования продукции, крепости, объёма, правильности начисления акциза;
- обеспечивать ведение учёта импорта спирта и алкогольной продукции с контролем правильности начисления акциза;
- обеспечивать учёт федеральных специальных марок и акцизных марок;
- производить анализ состояния и тенденций развития производства и оборота этилового спирта и алкогольной продукции на территории РФ и её регионов;
- затруднить сбыт контрафактной продукции за счёт проверки сопроводительных документов, удостоверяющих законность производства и оборота этилового спирта и алкогольной продукции.

Для рядового покупателя в системе реализован сервис проверки чека на алкогольную продукцию. Для этого предназначен напечатанный в чеке QR-код, который содержит ссылку на страницу системы ЕГАИС с информацией о купленном товаре. Информация включает в себя сведения о продавце алкогольной продукции (наименование, ИНН, адрес), данные чека (номер, дата и время продажи), серии и номера акцизных марок, сведения о продукте (точное наименование товара, объём, крепость, сведения о производителе).

## История внедрения
Внедрена для обязательного использования предприятиями, работающими с оптовыми партиями спиртосодержащей продукции в Российской Федерации, в 2005 году. Разработана во ФГУП «Научно-технический центр „Атлас“», подведомственном ФСБ. Внедрение на начальном этапе сопровождалось техническими неполадками и значительным финансовым ущербом, понесённым участниками рынка и государством. Разработчики не имели полноценного технического задания для разработки, а правительством на тот момент не были на должном уровне подготовлены необходимые документы и постановления, контролирующие разработку и внедрение ЕГАИС. Ухудшали ситуацию постоянные требования по внесению изменений в ПО, ранее не запланированных.
Проблемы с системой стали заметны, когда под регулирование ЕГАИС было решено подвести производителей парфюмерии (поскольку при производстве те также применяют спиртосодержащие вещества) и организации оптовой торговли алкогольной продукцией: данные отрасли остановили свою деятельность на продолжительный срок. Приказами министерств пришлось вывести производителей парфюмерии из-под контроля ЕГАИС, а саму её — в срочном порядке доработать.
К концу 2007 года ЕГАИС функционировала устойчиво, но из-за отсутствия некоторых функций и необходимых отчётов система не позволяла осуществлять полное наблюдение рынка. При этом из-под действия системы были выведены оптовые предприятия, что в конечном итоге делало саму идею ЕГАИС неполноценной, поскольку отсутствовали все элементы цепи «производитель — потребитель».
В докладе, направленном министром финансов премьеру Михаилу Фрадкову 7 августа 2006 года, признавалось, что ЕГАИС фактически не работает:

К причинам сложившейся ситуации относится неготовность технических средств и программного обеспечения ЕГАИС. Это до сих пор не позволяет получить в ходе работы ЕГАИС информацию об объёмах поставленной и отпущенной в розничную сеть продукции. ЕГАИС на данный момент не позволяет осуществлять мониторинг рынка.

В ноябре 2007 года было начато внедрение новой версии ЕГАИС, разработанной другой организацией — Главным научно-исследовательским вычислительным центром Федеральной налоговой службы (ФГУП «ГНИВЦ ФНС»). Закончить внедрение было запланировано в конце этого же года, однако из-за недоработок разработчиков системы (более 500 человек) сроки перехода на новую версию постоянно сдвигались.
Первоначально ПО, разработанное ГНИВЦ, по своей сути напоминало простой почтовый клиент, который обеспечивает отправку текстовых файлов. Производить в ней учёт и контроль было практически невозможно.
Окончательный переход на новую версию ПО был запланирован на ноябрь 2008 года, однако внедрение началось только в январе 2009 года. К сентябрю 2009 года ПО было в целом внедрено и функционировало с незначительными недоработками. К системе есть нарекания по производительности и стоимости обслуживания: так, типичная конфигурация компьютерного парка для работы ликёроводочного завода в данной системе, включая лицензионное ПО, стоит порядка 650 тыс. рублей. Дальнейшие затраты на обслуживание включают в себя ежегодную сертификацию комплекса (около 60—70 тысяч рублей), заработную плату обслуживающего персонала и обслуживание системы (свыше 300 тыс. рублей в год).
Существенный минус разработанной системы — в использовании полной синхронизации баз данных федерального центра управления и контроля с конечным предприятием. Проблема заключается в чрезвычайно больших объемах передаваемой и обрабатываемой информации.
При использовании ЕГАИС внедрение данного ПО практически не принесло положительных результатов, за исключением некоторого удорожания себестоимости продукции для небольших производств и увеличению доли контрафактной продукции на рынке. С конца 2009 года контроль над системой ЕГАИС постепенно начал передаваться во вновь созданную федеральную службу — Росалкогольрегулирование.
Летом 2012 года Росалкогольрегулированием (РАРом) поставлен вопрос о применении ЕГАИС при розничной продаже алкогольной продукции. В этом случае выстраивается система, которая обеспечит сплошное отражение сведений о движении алкогольной продукции от производителя (импортёра), поставщика до момента её продажи потребителю.
По оценке Вадима Дробиза, директора Центра исследований федерального и региональных рынков алкоголя, «ущерб от ошибок при внедрении ЕГАИС для участников рынка составил сотни миллионов, если не миллиарды долларов»
С 1 января 2016 года не зарегистрированные в ЕГАИС дистрибьюторы не смогут принимать отгрузки от производителей и законно поставлять крепкие напитки, вино, пиво, сидр, медовуху и пуарэ в розницу. Однако, на 1 ноября 2015 года, к системе подключено менее 5 % оптовых предприятий России. В рознице — с 1 июля 2016.
С 1 июля 2018 года в системе были введены марки нового образца, персонализация которых осуществляется путём нанесения кода Datamatrix.

## Части системы

#### АСИиУ
АСИиУ (автоматические средства измерения и учёта концентрации объёма безводного спирта в готовой продукции) являются источником данных, фиксируемых в ЕГАИС предприятием, которое закупает или производит спирт и спиртосодержащую продукцию. Достойным примером АСИиУ является автоматизированный измерительный комплекс учета «Базис-2006М», производимый ООО «Завод Агрохимпродукт» они не только производят учет спирта и спиртосодержащей продукции, но и способны решать дополнительные задачи, автоматизируя процесс производства продукции. Комплексы АСИиУ производства ООО «Завод Агрохимпродукт» можно одновременно использовать для передачи данных в ЕГАИС и для внутрипроизводственного контроля. Необходимо отметить, что комплексы учета «Базис-2006М» могут быть установлены не только на производстве, но и на авто и жд транспорте, использующимся для перевозки спирта и спиртосодержащей продукции.

#### УТМ
УТМ — универсальный транспортный модуль. Программа, устанавливаемая у участника алкогольного рынка и используемая для передачи данных между ЕГАИС и учетной системой участника.

## Критика
Одним из самых серьёзных недочетов системы является то, что при продаже в розничном магазине до сих пор (на 02.09.2016) отсутствует контроль акцизных марок. При продаже на кассе несмотря на то, что марка контрафактная, ЕГАИС позволяет осуществить продажу. Что не позволяет полностью контролировать цепь: производитель-оптовик-розница-покупатель. Таким образом, декларируемые цели о точном учёте и снижении контрафакта в рознице не достигнуты.
Из-за ведения новых систем учета возникают проблемы с кассовой техникой, происходят долгие «прогрузки» даже при пробитии чека, а большое количество контролирующих систем (в том числе ЕГАИС и др.) приводит к тому, что все порты касс заняты флэш-устройствами.